# توماس ديزموند وليامز
توماس ديزموند وليامز (بالإنجليزية: Thomas Desmond Williams)‏ هو مؤرخ أيرلندي، ولد في 26 مايو 1921، وتوفي في 18 يناير 1987.